# Hans Karl Georg von Kaltenborn-Stachau
Hans Karl Georg von Kaltenborn-Stachau (23 tháng 3 năm 1836, tại Magdeburg – 16 tháng 2 năm 1898, tại Braunschweig) là một Thượng tướng Bộ binh và Bộ trưởng Chiến tranh Phổ.
Ông sinh ra trong gia đình quý tộc Kaltenborn-Stachau, và đã gia nhập đội thiếu sinh quân, trước khi nhập ngũ trong Trung đoàn Bộ binh số 27 với quân hàm Thiếu úy vào năm 1854. Từ năm 1857 cho đến năm 1860, ông học tại "Trường Chiến tranh Tổng hợp" (Allgemeine Kriegsschule, về sau này trở thành Học viện Quân sự Phổ) và vào năm 1861 ông được điều vào phục vụ trong vòng 3 năm ở Cục Đo đạc địa hình của Bộ Tổng tham mưu.
Kaltenborn-Stachau đã tham gia trong cuộc Chiến tranh Schleswig lần thứ hai năm 1864 và vào tháng 12 ông được thuyên chuyển đến bộ tham mưu của Quân đoàn VI. Trên cương vị này, ông đã phục vụ trong cuộc Chiến tranh Áo-Phổ vào năm 1866, sau khi được thăng quân hàm Đại úy năm 1865. Vào năm 1868, ông trở thành một đại đội trưởng của Trung đoàn số 94, và vào năm 1869 ông được bổ nhiệm làm tham mưu trưởng của Quân đoàn VII.
Sau khi được phong cấp Thiếu tá, ông đã phục vụ trong cuộc Chiến tranh Pháp-Đức (1870 – 1871). Vào năm 1874, ông được lãnh một chức đại đội trưởng trong Trung đoàn Phóng lựu số 2, và lên quân hàm Đại tá vào năm 1879. Sau một thời gian chỉ huy Trung đoàn Bộ binh số 53, ông trở thành chỉ huy của Trung đoàn Phóng lựu Cận vệ Hoàng đế Alexander, và vào năm 1884 ông trở thành Tham mưu trưởng của Quân đoàn Vệ binh, với quân hàm Thiếu tướng. Vào tháng 11 năm 1855, ông trở thành Lữ trưởng của Lữ đoàn Bộ binh Cận vệ số 2 và vào tháng 1 năm 1888 ông được giao quyền chỉ huy Sư đoàn số 3. Cùng năm đó, ông trở thành Sư trưởng của Sư đoàn Bộ binh Cận vệ số 2 vào tháng 7, đồng thời được phong hàm Trung tướng.
Vào ngày 4 tháng 10 năm 1890, ông được bổ nhiệm làm Bộ trưởng Chiến tranh Phổ. Vào năm 1893, dưới sự lãnh đạo của ông, một kế hoạch đã được đề ra, theo đó quân đội được tăng thêm 7 vạn người và thời gian phục vụ tăng thêm 2 năm. Hans von Kaltenborn-Stachau đã nghỉ hưu vào ngày 12 tháng 10 năm 1893.